# Association Sportive de Saint-Étienne 1985-1986
Questa voce raccoglie le informazioni riguardanti l'Associaton Sportive de Saint-Étienne nelle competizioni ufficiali della stagione 1985-1986.

## Maglie e sponsor
Lo sponsor tecnico per la stagione 1985-1986 è Puma mentre lo sponsor ufficiale è Cake Rocher.
| Manica sinistra · Manica sinistra · Maglietta · Maglietta · Manica destra · Manica destra · Pantaloncini · Calzettoni |

## Rosa
| N. |                           | Ruolo | Calciatore            |
| -- | ------------------------- | ----- | --------------------- |
|    | Francia (bandiera)        | P     | Jean Castaneda        |
|    | Francia (bandiera)        | P     | Gilbert Ceccarelli    |
|    | Francia (bandiera)        | D     | Éric Clavelloux       |
|    | Francia (bandiera)        | D     | Patrice Ferri         |
|    | Francia (bandiera)        | D     | Didier Gilles         |
|    | Francia (bandiera)        | D     | Thierry Gros          |
|    | Francia (bandiera)        | D     | Édouard Lamon         |
|    | Francia (bandiera)        | D     | Jean-Michel Moyroud   |
|    | Francia (bandiera)        | D     | Jean-Philippe Primard |
|    | Francia (bandiera)        | C     | Jean-François Daniel  |
|    | Germania Ovest (bandiera) | C     | Pierre Haon           |

| N. |                              | Ruolo | Calciatore       |
| -- | ---------------------------- | ----- | ---------------- |
|    | Germania Ovest (bandiera)    | C     | Jürgen Milewski  |
|    | Francia (bandiera)           | C     | Thierry Oleksiak |
|    | Francia (bandiera)           | C     | Bernard Pardo    |
|    | Francia (bandiera)           | C     | Gilles Peycelon  |
|    | Francia (bandiera)           | C     | Jean-Luc Ribar   |
|    | Francia (bandiera)           | A     | Éric Bellus      |
|    | Germania Ovest (bandiera)    | A     | Tony Kurbos      |
|    | Congo-Brazzaville (bandiera) | A     | François Makita  |
|    | Camerun (bandiera)           | A     | Roger Milla      |
|    | Francia (bandiera)           | A     | Philippe Redon   |